# Morski vranac
Morski vranac (lat. Gulosus  aristotelis) ili morovran tipična je morska ptica čiji životni ciklus ovisi o sitnoj ribi koju lovi za hranu i o stjenovitim otočićima i liticama na kojima se gnijezdi.
Gotovo uvijek se nalazi na moru i rijetko posjećuje luke i naselja ili skita u unutrašnjost. Budući da gnijezdo pravi na tlu, naseljava litice ili otočiće koji su nepristupačni za kopnene grabežljivce.

## Opis
Morski vranac je ptica srednje veličine, 68-78 cm duga i raspona krila 95-110 cm. Odrasle jedinke imaju malu kukmu (krijestu) za vrijeme gniježđenja.
U Europi postoje dvije podvrste morskog vranca:

- sjeverna podvrsta (Phalacrocorax aristotelis aristotelis) koja obitava u sjevernoj Europi
- sredozemna podvrsta (Phalacrocorax aristotelis desmarestii) koja je endemična za Mediteran i Crno more.

## Galerija
- Kompozitna slika morskog vranca tijekom skakanja u more, Malinska
- Zaron u more blizu Rijeke
- Jaja
- Mladi morski vranac
- Gnijezdo
- Morski vranci na Islandu